# Franziska Schenk
Franziska Michaela Schenk (Erfurt, RDA, 13 de marzo de 1974) es una deportista alemana que compitió en patinaje de velocidad sobre hielo. 
Participó en dos Juegos Olímpicos de Invierno, obteniendo una medalla de bronce en Lillehammer 1994, en la prueba de 500 m, y el cuarto lugar en Nagano 1998, en la misma prueba.
Ganó tres medallas de bronce en el Campeonato Mundial de Patinaje de Velocidad sobre Hielo en Distancia Individual, en los años 1997 y 1998, y tres medallas en el Campeonato Mundial de Patinaje de Velocidad sobre Hielo en Distancia Corta entre los años 1995 y 1997.

## Palmarés internacional
| Juegos Olímpicos                           | Juegos Olímpicos           | Juegos Olímpicos  | Juegos Olímpicos      |
| Año                                        | Lugar                      | Medalla           | Prueba                |
| ------------------------------------------ | -------------------------- | ----------------- | --------------------- |
| 1994                                       | Lillehammer (Noruega)      | Medalla de bronce | 500 m                 |
| Campeonato Mundial en Distancia Individual |                            |                   |                       |
| Año                                        | Lugar                      | Medalla           | Prueba                |
| 1997                                       | Varsovia (Polonia)         | Medalla de bronce | 500 m                 |
| 1997                                       | Varsovia (Polonia)         | Medalla de bronce | 1000 m                |
| 1998                                       | Calgary (Canadá)           | Medalla de bronce | 1000 m                |
| Campeonato Mundial en Distancia Corta      |                            |                   |                       |
| Año                                        | Lugar                      | Medalla           | Prueba                |
| 1995                                       | Milwaukee (Estados Unidos) | Medalla de bronce | Clasificación general |
| 1996                                       | Heerenveen (Países Bajos)  | Medalla de bronce | Clasificación general |
| 1997                                       | Hamar (Noruega)            | Medalla de oro    | Clasificación general |